# Micsei F. György
Micsei F. György, névváltozat: Micsey, Mitscha, született: Mitsa György Ferenc (Pest, 1862. október 1. – Budapest, Kőbánya, 1919. március 4.) kőműves, építőmester, színigazgató.

## Életútja
Mitsa Ferenc kőműves és Mittendorfer Borbála fiaként született. 1886. február 9. és 1886. március 2. között három hetet töltött fogházban lopás vétsége miatt. 1898-ban ő és az eperjesi származású Znakovszky Ilonától született gyermekei Mitsa családi nevüket Micseire változtatták. 1899. április 1-jétől volt színigazgató. Előbb Erdélyben, majd 1899 októberében Kecskeméten, ezután Székesfehérváron és Szombathelyen működött. 1908-ig bejárta látogatta másodrangú társulataival a történelmi Magyarország területét. 1913. augusztus 13-án az ő igazgatásával nyílt meg a Józsefvárosi Színpad a Kálvária téri épületben. Második felesége Bácskay Julcsa színésznő volt, akivel 1894. január 20-án Szabadkán kötött házasságot. Halálát gennyes veselob okozta.

## Működési adatai
- 1900: Nagykőrös, Nagyabony, Déva, Dés;
- 1901: Szatmár;
- 1902: Vajdahunyad, Kovászna, Gyulafehérvár, Székelyudvarhely, Zilah;
- 1903: Székesfehérvár, Veszprém;
- 1904: Keszthely, Zalaegerszeg, Siófok, Szombathely, Székesfehérvár, Veszprém;
- 1905: Keszthely, Zalaegerszeg, Siófok, Pápa;
- 1906: Sátoraljaújhely, Eperjes, Munkács, Beregszász;
- 1907: Nagymihály, Homonna, Sárospatak, Sátoraljaújhely, Eperjes, Munkács, Beregszász;
- 1908: Jászberény, Gyöngyös.
- 1907. nyár: Népligeti Színkör.